# 武功坊
武功坊为位于中国浙江省湖州市吴兴区朝阳街道月河桥西堍、赵孟頫故居东南侧的一座明代石牌坊，原在仪凤桥南堍至定安门之间的南街上，为一处立于巷口的标志坊，1995年迁至现址。牌坊为三间四柱式，武康石质，额枋雕有二龙戏珠、鲤鱼跳龙门和麒麟等图案，旁有同时迁入的镇台张公去思碑。